# Lijst van politieke groepen in de Franse Revolutie

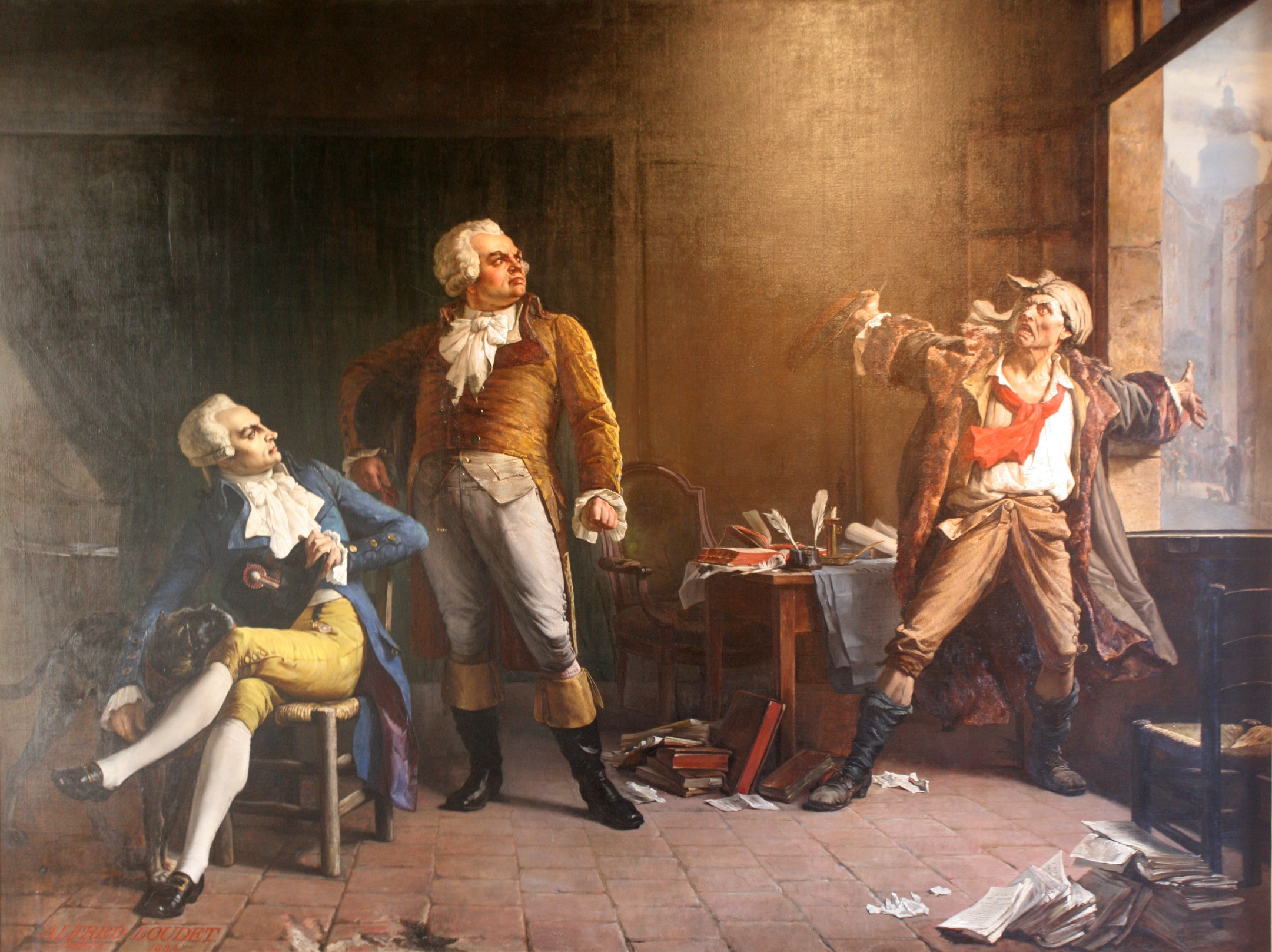
Robespierre, Danton en Marat (Alfred Loudet 1882).

Dit is een lijst van politieke groepen in de Franse Revolutie.
Tijdens de Franse Revolutie (1789–1799) waren er verschillende politieke groeperingen, clubs en organisaties actief, die vaak weer konden worden ingedeeld in rivaliserende facties. Elke groep had zo haar eigen ideeën over wat de doelen van de Revolutie waren en welke koers Frankrijk (en omliggende landen) diende te volgen en streed om deze ten uitvoer te brengen ten koste van andere groepen. Dit varieerde van parlementariërs tot burgerclubs en van overheidsinstellingen tot paramilitaire bewegingen.
- Société des amis des Noirs: een abolitionistische pressiegroep opgericht in 1788 door Jacques Pierre Brissot (tevens de latere voorman van de girondijnen), vlak voor de uitbraak van de Revolutie. Hoewel revolutionairen de slavernij principieel zouden afkeuren, had deze verklaring aanvankelijk weinig praktische gevolgen.[1] Pas toen de Haïtiaanse Revolutie uitbrak in augustus 1791, begon de Franse politiek de feitelijke afschaffing van de slavernij serieus te overwegen, hetgeen uiteindelijk op 4 februari 1794 gebeurde. Op 4 april 1792 waren gens de couleur libres (vrijgelaten slaven) al gelijke burgerrechten gegeven.
- Royalisten is de term die meestal gegeven wordt aan diverse aanhangers van het ancien régime, die de meeste veranderingen van de Revolutie ongedaan wilden maken en het koningshuis Bourbon (en de Rooms-Katholieke Kerk) haar macht van voor 1789 weer wilden teruggeven. Deze rechts-conservatieven verlangden daarmee een voortzetting van het Verlicht absolutisme. Sommigen bewapenden zich en vormden rebellenlegers in met name West-Frankrijk onder de naam Armée catholique et royale (ook wel Chouans genoemd), met als belangrijkste strijdperk de Opstand in de Vendée (1793–96). Anderen ontvluchtten Frankrijk als émigrés, waarvan sommigen zich eveneens bewapenden en Armées des émigrés (1792–1814) vormden die samen met troepen van de Eerste Coalitie en Tweede Coalitie trachtten de Franse Republiek omver te werpen en de Bourbonmonarchie te restaureren.
- Jakobijnen (oorspronkelijk: Société des Amis de la Constitution, maar beter bekend door hun thuisbasis in het oude dominicanenklooster St.-Jacques, vanwaar "Jakobijnen" en vanaf 1792 officieel Société des Jacobins): revolutionaire club, ontstaan uit de Club breton met afgevaardigden van de Staten-Generaal en later de Nationale Grondwetgevende Vergadering. Deze club had al snel antennes over heel Frankrijk en liet vanaf oktober ook niet-parlementariërs toe. Vanwege het dure lidmaatschap bleef het een vrij elitaire club, die eerst naar rechts opschoof. In het voorjaar van 1790 splitsten de radicaal-linkse Club des Cordeliers zich af, in juli 1791 splitsten de rechtse feuillants zich ook af. De linkervleugel van de jakobijnen zou uiteindelijk deel gaan uitmaken van de montagnards, terwijl de rechtervleugel werd gevormd door de girondijnen.[2] Vanaf 1790 zou Maximilien de Robespierre steeds dominanter worden in de Jakobijnenclub en van juli 1793 tot juli 1794 haar gebruiken als basis voor zijn schrikbewind, de Terreur rouge, waarbij hij zowel de cordelierse factieleiders van de radicaal-linkse hébertisten (maart 1794) als de centrumlinkse dantonisten (april 1794) liet executeren.[3] Na de val van Robespierre sloot de Conventie op 12 november 1794 de Jakobijnenclub.[2]
- Monarchiens (officieel: Amis de la Constitution Monarchique, ook wel Club Monarchique): club van centrumrechtse revolutionaire monarchisten, opgericht in december 1789 door Jean-Joseph Mounier. Ze gingen in 1791 op in de Feuillants.
- Club de 1789 (ook: Société patriotique de 1789): club van gematigde conservatieve constitutioneel monarchisten, opgericht in mei 1790. Ze gingen in 1791 op in de Feuillants.
- Cordeliers (officieel: Société des droits de l’homme et du citoyen, beter bekend van hun thuisbasis in het oude franciscanenklooster Couvent des Cordeliers, vanwaar "Cordeliers"): radicaal-linkse club, in het voorjaar van 1790 afgesplitst van de Jakobijnen onder leiding van Georges Danton en Camille Desmoulins.[4] Samen met de radicale (linkse) jakobijnen vormden zij de montagnards in het parlement.[5] Tot zijn vermoording op 13 juli 1793 speelde radicale volksmenner Jean-Paul Marat een belangrijke rol. Daarna werd de Club overgenomen door de Hébertisten van Jacques-René Hébert. Kort na de executie van de Hébertistenleiders door Robespierre op 24 maart 1794 werd de Club des Cordeliers gesloten.[4]
- Feuillants (voluit: Société des Amis de la Constitution séante aux Feuillants): club van centrumrechtse constitutionele monarchisten die de meerderheid hadden in de periode van de Wetgevende Vergadering. Ze splitsten zich op 16 juli 1791 af van de jakobijnen en verdwenen na de Bestorming van de Tuilerieën (10 augustus 1792). Het waren tegenstanders van het ancien régime, maar eveneens tegen de democratie. Zij meenden dat met het instellen van de Constitutionele monarchie op 3 september 1791 de Franse Revolutie haar doel had bereikt en beëindigd diende te worden.[6]

De Nationale Conventie in 1792.
La Plaine
Montagnards
Girondijnen

- Girondijnen (genoemd naar de Gironde waar prominente leden vandaan kwamen, aanvankelijk 'brissotins' genoemd naar hun voorman Jacques Pierre Brissot): factie van liberale republikeinen die vooral steunden op de gegoede burgerij uit Zuid- en West-Frankrijk. Ze bestonden uit de rechtervleugel van de Jakobijnen en waren felle verdedigers van de rechten van de mens en volkssoevereiniteit, tegen een centraal door Parijs geregeerde staat, wilden de Revolutie exporteren naar de rest van Europa en drongen daarom aan op de oorlog met Oostenrijk en Pruisen (20 april 1792). Ze speelden een belangrijke rol in de val van de monarchie (21 september 1792) en de executie van de afgezette koning Lodewijk XVI (21 januari 1793), maar onder dreiging van de montagnards kwamen zij in het voorjaar van 1793 steeds meer in royalistisch vaarwater voordat zij op 2 juni 1793 ten val werden gebracht en geguillotineerd.[7]
- La Plaine ("de Vlakte"), ook wel le Marais ("het Moeras") of maraisards ("Moerasbewoners") genoemd, was een verzamelnaam voor de grote middengroep van parlementariërs die in de Nationale Conventie op de laagste banken zaten. Hun steun was bepalend voor de aanvankelijke dominantie van de girondijnen, vervolgens voor die van de montagnards, en ten slotte voor de Thermidoriaanse Reactie.
- Montagnards (letterlijk "Bergbewoners", ook wel "Bergpartij" genoemd in Nederlandstalige geschiedschrijving, omdat ze op de hoogste banken van het parlement zaten): factie van links-radicale politici in de Wetgevende Vergadering en de Nationale Conventie (1792–1795).[8] Zij waren afkomstig uit de clubs van de cordeliers en de linkervleugel van de jakobijnen[5] en streefden naar een radicaal-democratische republiek die centraal vanuit Parijs geleid werd. Van juni 1793 tot juli 1794 domineerden de montagnards de Franse politiek en werd onder leiding van Robespierre de Terreur rouge uitgevoerd.[9] De montagnards zijn, vooral vanaf hun machtsovername in juni 1793, in te delen in drie groeperingen die in een onderlinge machtsstrijd belandden: hébertisten (radicaal-linkse cordeliers), dantonisten (gematigde, meer rechtse cordeliers) en daartussenin Robespierre en zijn jakobijnse volgelingen die men 'robespierristen' zou kunnen noemen.
- Société des Citoyennes Républicaines Révolutionnaires: een radicaal revolutionair genootschap voor vrouwen opgericht door Pauline Léon en Claire Lacombe. De leden kwamen vooral uit de gelederen van de sansculotten en in eerste instantie was het genootschap gericht op verbetering van hun economische omstandigheden.  Tijdens hun korte bestaan (mei-oktober 1793) was het genootschap invloedrijk. Ze speelden een actieve rol bij de val van de girondijnen. Zij waren ideologisch het meest verbonden met de radicale factie van de enragés. De door de montagnards gedomineerde Nationale Conventie besloot op 31 oktober 1793 alle politieke vrouwengenootschappen te verbieden, waaronder ook de Société des citoyennes républicaines révolutionnaires.[10]
- Hébertisten: radicaal-linkse vleugel van de montagnards, voornamelijk afkomstig uit de Club des Cordeliers. Ze zijn genoemd naar hun voorman Jacques-René Hébert en waren uitgesproken atheïstisch, anti-christelijk en republikeins; ze hebben de Cultus van de Rede uitgevonden als alternatieve levensbeschouwing. Op 24 maart 1794 werden de hébertistische leiders opgepakt en geëxecuteerd op bevel van Robespierre.[11]
- Dantonisten: rechtervleugel van de montagnards. Ze zijn genoemd naar hun voorman Georges Danton, een van de oprichters van de cordeliers die van april tot juli 1793 de facto hoofd van de Franse regering was, maar na de machtsgreep van Robespierre trachtte de Revolutie te matigen en stabiliseren. Daarmee raakten hij en zijn aanhangers echter in conflict met de radicaal-linkse hébertisten, die de Revolutie nog verder wilden doortrekken. Robespierre liet de leiders van de dantonisten (waaronder Danton zelf en Camille Desmoulins) arresteren en op 5 april 1794 executeren.[12]
- Thermidorianen: een groep montagnards die samenzwoer tegen Robespierres regime en op 27 juli 1794 (9 Thermidor Jaar II) een staatsgreep pleegde, bekend als de Thermidoriaanse Reactie, die Robespierre ten val bracht en hem en zijn handlangers twee dagen later liet executeren.[13] Als gematigde republikeinen probeerden zij de Revolutie in rustiger vaarwater te krijgen en sloten de meeste jakobijnenclubs.[14] Hierdoor ontstond echter een rechtse royalistische antirevolutionaire Terreur blanche, vooral tegen montagnards en jakobijnen in de Rhônevallei en Zuid-Bretagne.[9] Een royalistische couppoging op 13 Vendémiaire (5 oktober 1795) werd echter neergeslagen door generaal Napoleon Bonaparte.[14] Met de Franse grondwet van 1795 stelden de thermidorianen het Directoire in als uitvoerende macht (ter vervanging van Robespierres Comité de salut public) en vervingen de Nationale Conventie door de Raad van Vijfhonderd en de Raad van Ouden als bicamerale wetgevende macht.[15]